# Ludovik Manin
Ludovik Manin
 (Lodovico Giovanni Manin; Mleci, 23. lipnja 1726. – Mleci, 24. listopada 1802.). bio je 120. i posljednji dužd Mletačke Republike. Dužnost je obnašao od 9. ožujka 1789. do 12. svibnja 1797. godine. Investitura je bila 10. ožujka 1789. godine. Na dužnosti je naslijedio Paola Reniera, a nakon njega nije više bilo duždeva. 
Rodio se od roditelja Lodovica Alvisea Manina i Marije di Pietro Basadonna, pranećakinje kardinala Pietra Basadonne. Iz vrlo bogate obitelji Manin toskanskog podrijetla, koja je preselila u Furlaniju tijekom 14. stoljeća, i ušla je u mletački patricijat stoljeće i pol prije (1651.), ne po zaslugama, nego zahvaljujući kupovinom od 130.000 dukata, namijenjenih financiraju Kandijskog rata. Zahvaljujući brakovima s utjecajnim kućama, uspjeli su si osigurati visoki društveni položaj, radi zadovoljenja političkih ambicija svojih članova. Ludovikova supruga bila je Elisabetta iz bogate utjecajne kuće Grimani.
Umro je 24. listopada 1802. godine. Grob mu je u crkvi Bosonogih (Scalzi).